# Model instytucjonalno-redystrybucyjny polityki społecznej
Model instytucjonalno-redystrybucyjny polityki społecznej – jeden z trzech modeli wyróżnionych przez R. Titmussa obejmujący wzajemne relacje między polityką społeczną a gospodarką rynkową. Model ten związany jest nierozerwalnie z zasadą społecznej odpowiedzialności. Stanowi ona o tym, że to nie jednostka, a całe społeczeństwo jest odpowiedzialne za pewien określony i ustalony poziom dobrobytu i bezpieczeństwa. Przyjęte zostało tu złożenie, że rynek nie może dostatecznie dobrze dystrybuować dochodów (robi to niesprawiedliwie). Dlatego państwo chcąc realizować cele polityki społecznej związane z tym modelem musi przejąć część zadań związanych z dystrybucją dochodu na swoje instytucje. Zatem to polityka społeczna zajmuje się (jest główną instytucją) dostarczającą świadczeń powszechnych na podstawie potrzeb społeczeństwa. Koniecznym jest aby państwo do tego celu wyznaczyło pewne instytucje. Dąży się tu do dania możliwości wszystkim do zaspokojenia potrzeb na tym samym poziomie poprzez równy dostęp do świadczeń bez żadnych dyskryminacji. Model ten jest szczególnie uważany przez socjaldemokratów. W najczystszej postaci występuje w: Szwecji, Norwegii, Danii i Finlandii.